# Петренко, Зинаида Михайловна
Зинаида Михайловна Петренко (7 февраля 1951 — 6 ноября 2023) — советская и киргизская актриса, народная артистка Киргизии (2010).

## Биография
Родилась и выросла в городе Фрунзе (Бишкек). После окончания школы уехала в Уфу к родственникам матери, работала на приборостроительном заводе сверловщицей. Через год поступила на театральный факультет Уфимского государственного института искусств. После его окончания получила распределение в театр города Орск. Там работала 2 года.
В 1975 году вернулась во Фрунзе и поступила в Русский театр драмы имени Ч. Айтматова. Там сыграла более 70 ролей (последний раз вышла на сцену 4 ноября 2023 года в спектакле «Женитьба Бальзаминова»). Официальная должность — ведущий мастер сцены.
Вела уроки актёрского мастерства в школе-студии при театре, преподавала в Государственном институте искусств имени Бейшеналиевой.
Роли в театре:
- Николь (Мещанин во дворянстве)
- Сестрица Анна (Золушка)
- Авдотья (Дети Ванюшина)
- Гонерилья (Король Лир)
- Царица (Сказка про солдата, царицу и птичье молоко)
- Василиса Премудрая (Живи и помни, по повести В. Распутина)
- Бабушка, Атаманша (Снежная королева)
- Ипполита (Сон в летнюю ночь)
- Мачеха (Золушка).
- Глафира (Егор Булычов и другие)
- Арина Пантелеймоновна (Женитьба)
- Клара Цеткин (Синие кони на красной траве)

Народная артистка Киргизии (2010). Звание присвоено за большой вклад в развитие кыргызского национального театра, успешную творческую и педагогическую деятельность.
В 2010 году на Международном фестивале «Коляда — Plays» в Екатеринбурге (Россия) получила премию за лучшую женскую роль в спектакле «Мочалкин блюз» по пьесе Николая Коляды «Всеобъемлюще».
Дочь — Нелли Плешакова, режиссёр.